# José Guillermo García
José Guillermo García (né en 1933) est un ancien général des forces armées du Salvador. Il été ministre de la Défense au sein de la Junte du gouvernement révolutionnaire du Salvador entre 1979 et 1983. Il est surtout connu pour les crimes qu'il a commis pendant la guerre civile salvadorienne.

## Vie aux États-Unis
Il a émigré États-Unis en 1989 y vit jusqu'en janvier 2016, date à laquelle il est extradé vers le Salvador.

### Poursuites
Il est poursuivi, aux côtés de Carlos Eugenio Vides Casanova, devant le tribunal de grande instance des États-Unis à West Palm Beach dans le cadre de deux procédures en justice : 
- Ford v. Garcia, un procès intenté par les familles de quatre religieuses catholiques, dont deux sœurs Maryknoll de Saint-Dominique, qui ont été assassinées par un escadron de la mort  salvadorien le 2 décembre 1980. La défense de Garcia a eu gain de cause et les familles ont fait appel. Leur appel a été rejeté et, en 2003, la Cour suprême des États-Unis a refusé toute nouvelle procédure.
- Ramagoza v. Garcia, un procès intenté par le Center for Justice and Accountability au nom des victimes de torture pendant la guerre civile salvadorienne. Garcia a été reconnu coupable, et condamné à une amende de plus de 54 millions de dollars américains, ainsi que contre le coaccusé. Cette condamnation est confirmée en appel[3],[4].

### Expulsion vers le Salvador
Guillermo Garcia et le général Vides Casanova font l'objet d'une procédure d'expulsion depuis 1999. Le département de la sécurité intérieure a inculpé Garcia en 2009 pour les charges de participation ou d'assistance à des actes de torture et à des exécutions extrajudiciaires au cours de son mandat de ministre de la Défense. Son avocat, Alina Cruz, a fait valoir qu'il ne pouvait pas être expulsé pour ces motifs, car il avait déjà été exonéré de ces accusations dans l'affaire Ford v. Garcia, le jury ayant conclu qu'il ne contrôlait pas ses troupes.
Il a été déterminé en 1998 que le co-accusé de Garcia, le général Vides Casanova, et son cousin, le colonel Oscar Edgardo Casanova Vejar, commandant militaire local à Zacatecoluca, avaient planifié et orchestré les exécutions des quatre religieuses.
Le 12 avril 2014, un juge d'un tribunal de l'immigration s'est prononcé pour l'expulsion. Le 16 décembre 2015, il est annoncé qu'une cour d'appel en matière d'immigration confirme la décision d'expulser Garcia. L'avocat de Garcia a ensuite annoncé qu'ils envisageaient de faire appel de la décision devant la cour d'appel pour le onzième circuit d'Atlanta, en Géorgie.
Le 8 janvier 2016, des agents américains ont expulsé le général Garcia au Salvador,.

## Voir également
- Juan Romagoza Arce
- Carlos Eugenio Vides Casanova
- école militaire des Amériques
- Maura Clarke
- Jean Donovan
- Ita Ford
- Dorothy Kazel
- Guerre civile salvadorienne